# 1015
1015 (MXV) je bilo navadno leto, ki se je po julijanskem koledarju začelo na soboto.

## Dogodki
- 15. julij - Po smrti kijevskega velikega kneza Vladimirja I. njegov sin in pretendent Svjatopolk I. Kijevski pomori ostale tri brate in si zagotovi pravico do prestola. Četrti brat Jaroslav pred pomorom uide v sosednji  Novgorod in začne se kriza za nasledstvo Kijeva.
- oktober - Ivan Vladislav umori bolgarskega carja Gavrila Radomirja. Ker je bilo cesarstvo v vojnah z Bizantinci opustošeno, prevzame nezavidljivo breme.
- Severnoitalijanski mejni grof Ivreje in nesojeni italijanski kralj Arduin sklene mir s cesarjem Henrikom II. in se tudi zaradi obolelosti umakne iz javnega življenja v samostan. Njegova epizodno kratka in težavna vladavina je zadnje obdobje vladavine italijanskega kralja do združitve Italije leta 1861 ↔
- Nemško-poljska vojna (1002-18) preide v tretjo, zaključno fazo. Rimsko-nemški cesar Henrik II. vodi obsežno invazijo nad Poljsko. Z juga ga podpira češki vojvoda Oldržih, s severa saksonski vojvoda Bernard II. Saški, posluži pa se tudi pomoči poganskih slovanskih plemen. Poljski vojvoda Boleslav Hrabri kljub očitni premoči sovražnika pošlje vojsko v nemško saksonsko zaledje in zaustavi nemški prodor.
- Danski angleški kralj Knut Veliki, sin Svena I. Forkbearda, začne z vojno proti upornim Angležem, ki so še podpirali kralja Ethelreda.
- Olaf Haraldsson vzpostavi krščanstvo na Norveškem in neodvisnost od Danske.
- Prva pisna omemba mesta Leipzig.

## Rojstva
- 8. marec - Anawrahta Minsaw, burmanski kralj († 1078)
- Robert Guiscard, italonormanski vojvoda († 1085)
- Harald Hardrada, norveški kralj († 1066)
- Mihael V. Kalafat, bizantinski cesar († 1041)
- Herman IV., švabski vojvoda († 1038)
- Harold I., angleški kralj († 1040)

## Smrti
- 15. julij - Vladimir I. Veliki, kijevski veliki knez (* 958)
- Arduin iz Ivreje, severnoitalijanski mejni grof Ivreje in italijanski kralj (* 955)
- Gavril Radomir, bolgarski car
- Vikramaditja V., indijski vladar Zahodne Čalukje